# Sinatur Hotel Storebælt
Sinatur Hotel Storebælt er et hotel, der ligger i Nyborg, placeret helt ud til vandkanten. Hotellet har ligget på sin nuværende placering ved Storebælt siden 1965. I 2013 gennemgik bygningen renovering og en større tilbygning.
Forinden flytningen i 1965 lå Hotel Storebælt ved Enghavevej i Nyborg, overfor banegården i en ejendom opført i 1900. Hotellet blev grundlagt som Turisthotellet, og opnåede i Nyborg et ry som stedet, hvor unge mennesker kunne more sig og holde baller. Inden flytningen til den nye beliggenhed skiftede hotellet navn til Hotel Storebælt.